# Andegerebinha
Andegerebinha är ett australiskt språk som talades av 10 personer år 1981. Andegerebinha talas i Nordterritoriet. Andegerebinha tillhör de pama-nyunganska språken.